# Yasmin Cosmann
Yasmin Cosmann, mais conhecida por Yasmin (Seara, 24 de julho de 2001), é uma futebolista brasileira que atua como zagueira. Atualmente joga pela Ferroviária.

## Carreira
Começou a carreira na Chapecoense, depois passou pelo Grêmio e em 2020 foi contratada pela Ferroviária. Pelo clube conquistou a Copa Libertadores Feminina.

## Títulos
Ferroviária
- Copa Libertadores da América de Futebol Feminino: 2020[5][6]